# Seggiano
Seggiano és un municipi situat al territori de la província de Grosseto, a la regió de la Toscana (Itàlia).
Limita amb els municipis d'Abbadia San Salvatore, Castel del Piano i Castiglione d'Orcia.
Pertany al municipi la frazione de Pescina.